# Santa Águeda de los Godos (título cardenalicio)
El título cardenalicio de Santa Águeda de los Godos fue creado con el título de San Cesareo in Turri por el Papa León III con el nombre de Santa Águeda en Diaconía o en la Suburra (fue también conocido como del Caval di Marmo, in Equo Marmoreo, por su proximidad a una estatua ecuestre Julio César.
El título radicaba en una antigua iglesia ubicada en los actuales jardines del Quirinal. Durante la ocupación de los godos, en el siglo VI, fue lugar de culto del arrianismo conociéndose desde ese momento como Santa Águeda de los Godos. La iglesia se arruinó en la primera mitad del siglo XVI, por lo que se transfirió a la iglesia de Santa Águeda en la Suburra, recuperando su anterior nombre durante el pontificado de Pío XI.

## Titulares de la diaconía de Santa Águeda en la Suburra
- John, (1025 - 13 de diciembre de 1039)

...
- Benedetto Caetani, título pro tiene vicio (22 de septiembre de 1291 - 24 de diciembre de 1294) elegido Papa Bonifacio VIII
- Vacante ( 1294 - 1310 )
- Bernard de Garves (19 de diciembre de 1310 - 18 de diciembre de 1316)
- Vacante ( 1310 - 1378 )
- Galeotto Tarlati de Petramala (18 de septiembre de 1378 - 1387)
- Vacante ( 1387 - 1397 )
- Louis de Bar (21 de diciembre de 1397 - 2 de julio de 1409), pseudocardenal del antipapa Benedicto XIII
- Vacante ( 1409 - 1470
- Francesco Gonzaga, in commendam ( 1470 - 21 de octubre de 1483)
- Vacante ( 1483 - 1496 )
- Bartolomé Martí, pro hac vice (24 de febrero de 1496 - 25 de marzo de 1500)
- Ludovico Podocataro, pro hac vice (5 de octubre de 1500 - 25 de agosto de 1504)
- Gabriele de' Gabrielli (17 de diciembre de 1505 - 11 de septiembre de 1507), in commendam (11 de septiembre de 1507 - 5 de noviembre de 1511)
- Vacante ( 1511 - 1517 )
- Ercole Rangoni (6 de julio de 1517 - 25 de agosto de 1527)
- Pirro Gonzaga (27 de enero de 1528 - 28 de enero de 1529)
- Francesco Pisani, in commendam (24 de mayo de 1529 - 9 de enero de 1545)
- Tiberio Crispo (9 de enero de 1545 - 20 de noviembre de 1551); pro hac vice (20 de noviembre de 1551 - 18 de mayo de 1562)
- Fulvio Giulio della Corgna, O.S.Io.Hieros., pro hac vice (18 de mayo de 1562 - 7 de febrero de 1565)
- Giovanni Michele Saraceni, pro hac vice (7 de febrero de 1565 - 7 de noviembre de 1565)
- Giovanni Battista Cicala, pro hac vice (7 de noviembre de 1565 - 30 de abril de 1568)
- Tolomeo Gallio, pro hac vice (14 de mayo de 1568 - 20 de abril de 1587)
- Girolamo Mattei (20 de abril de 1587 - 11 de septiembre de 1587)
- Benedetto Giustiniani (11 de septiembre de 1587 - 20 de marzo de 1589)
- Federico Borromeo (20 de marzo de 1589 - 14 de enero de 1591)
- Carlos III de Lorena-Vaudémont (5 de abril de 1591 - 24 de noviembre de 1607)
- Luigi Capponi (10 de diciembre de 1608 - 13 de enero de 1620)
- Vacante ( 1620 - 1623 )
- Marco Antonio Gozzadini, pro hac vice (23 de mayo de 1623 - 1 de septiembre de 1623)
- Ottavio Ridolfi, pro hac vice (7 de octubre de 1623 - 6 de julio de 1624)
- Francesco Barberini (13 de noviembre de 1624 - 24 de noviembre de 1632)
- Antonio Barberini (24 de noviembre de 1632 - 10 de noviembre de 1642)
- Giulio Gabrielli el Viejo (10 de noviembre de 1642 - 13 de mayo de 1655]
- Giovanni Stefano Donghi (14 de mayo de 1655 - 26 de noviembre de 1669)
- Friedrich von Hesse-Darmstadt (14 de mayo de 1670 - 19 de febrero de 1682)
- Girolamo Casanate (6 de abril de 1682 - 16 de septiembre de 1686)
- Felice Rospigliosi (30 de septiembre de 1686 - 9 de mayo de 1688)
- Benedetto Pamphilj (17 de mayo de 1688 - 22 de diciembre de 1693)
- Carlo Bichi (22 de diciembre de 1693 - 7 de noviembre de 1718)
- Lorenzo Altieri (14 de noviembre de 1718 - 24 de julio de 1730)
- Carlo Colonna (24 de julio de 1730 - 8 de julio de 1739)
- Carlo Maria Marini (15 de julio de 1739 - 7 de agosto de 1741)
- Alessandro Albani (7 de agosto de 1741 - 11 de marzo de 1743)
- Agapito Mosca (11 de marzo de 1743 - 21 de agosto de 1760 murió)
- Girolamo Colonna di Sciarra (22 de septiembre de 1760 - 18 de enero de 1763)
- Prospero Colonna di Sciarra (24 de enero de 1763 - 20 de abril de 1765)
- Ludovico Maria Torriggiani (22 de abril de 1765 - 6 de enero de 1777)
- Domenico Orsini d'Aragona (17 de febrero de 1777 - 13 de diciembre de 1779)
- Andrea Negroni (13 de diciembre de 1779 - 17 de enero de 1789)
- Raniero Finocchietti (30 de marzo de 1789 - 11 de octubre de 1793)
- Ludovico Flangini (21 de febrero de 1794 - 2 de abril de 1800)
- Ercole Consalvi (20 de octubre de 1800 - 28 de julio de 1817)
- Agostino Rivarola (15 de noviembre de 1817 - 3 de julio de 1826)
- Vacante ( 1826 - 1829 )
- Juan Francisco Marco y Catalán (21 de mayo de 1829 - 16 de marzo de 1841)
- Vacante ( 1841 - 1847 )
- Giacomo Antonelli (14 de junio de 1847 - 13 de marzo de 1868); in commendam (13 de marzo de 1868 - 6 de noviembre de 1876)
- Frédéric de Falloux du Coudray (20 de marzo de 1877 - 12 de mayo de 1879)
- Giuseppe Pecci, S.J. (15 de mayo de 1879 - 8 de febrero de 1890)
- Vacante ( 1890 - 1894 )
- Andreas Steinhuber, S.J. (18 de mayo de 1894 - 15 de octubre de 1907)
- Gaetano Bisleti (30 de noviembre de 1911 - 1922)

## Titulares de la diaconía de Santa Águeda de los Godos
- Gaetano Bisleti (1922 - 17 de diciembre de 1928), pro hac vice (17 de diciembre de 1928 - 30 de agosto de 1937)
- Vacante (1937 - 1946)
- Konrad von Preysing Lichtenegg-Moos, pro hac vice (18 de febrero de 1946 - 21 de diciembre de 1950)
- John Francis D'Alton, pro hac vice (15 de enero de 1953 - 1 de febrero de 1963)
- Enrico Dante, pro hac vice (25 de febrero de 1965 - 24 de abril de 1967)
- Vacante (1967 - 1969)
- Silvio Oddi (30 de abril de 1969 - 30 de junio de 1979), pro hac vice (30 de junio de 1979 - 29 de junio de 2001)
- Tomáš Špidlík, S.J. (21 de octubre de 2003 - 16 de abril de 2010)
- Raymond Leo Burke (20 de noviembre de 2010)